# Another Piece of Metal: Tribute to Scorpions
Another Piece of Metal è un album tributo della band tedesca Scorpions realizzato nel 2001 dalla casa discografica Dwell Records.

## Tracce
1. Another Piece of Meat - Diary
2. Blackout - Mystic Force
3. Rock You Like a Hurricane  - Seven Witches
4. Big City Nights - Push Comes II Shove
5. The Zoo - Black Earth
6. China White - Tyrant
7. He's a Woman - She's a Man - Evil Dead
8. Robot Man - Defekt
9. Animal Magnetism - Solarisis
10. Don't Make No Promises - Atomic Power
11. Fly to the Rainbow / Dark Lady - New Eden
12. Alien Nation - Avalon (gruppo metal di Monaco di Baviera)
13. Dark Lady (reptile mix) - Agent Steel